# Javier Ambrois
Javier „Nene“ Ambrois (* 9. Mai 1932 in Cerrito de la Victoria, Montevideo; † 25. Juni 1975) war ein uruguayischer Fußballspieler.

## Karriere

### Verein
Ambrois, geboren im montevideanischen Barrio Cerrito de la Victoria, debütierte in der uruguayischen Primera División am 19. November 1950 in Reihen Nacional Montevideos im Spiel gegen Bella Vista, dem er bereits seit seinem 16. Lebensjahr angehörte. Er spielte während seiner Karriere von 1950 bis 1953 zunächst für diesen Verein. In dieser Zeit schoss der auch Patesko genannte Ambrois 17 Tore in 49 Spielen und gewann 1950 und 1952 seine ersten beiden uruguayischen Meisterschaften. Im Jahr 1954 war er in Brasilien für Fluminense Rio de Janeiro aktiv, als er im Tausch gegen den Torhüter Velhudo dorthin abgegeben wurde. Von dort wechselte er 1955 zu Nacional zurück und absolvierte dort bis 1957 45 Spiele, in denen er 36 Treffer erzielte. Dabei wurde er 1955 mit 17 erzielten Treffern Torschützenkönig der uruguayischen Liga und gewann abermals den uruguayischen Meistertitel mit seinen Mitspielern. In den beiden Folgejahren wiederholte die Mannschaft diesen Erfolg jeweils. Nun führte ihn sein Weg 1958 nach Argentinien. Dort spielte er von seinem offiziellen Debüt am 23. März 1958 bis zu seinem offiziell letzten Spiel am 22. November 1959 zunächst für die Boca Juniors, wo er ihm bei 43 Einsätzen 12 Tore gelangen. Anschließend lief er 1960 in vier Spielen (kein Tor) für den CA Lanús auf. Von 1961 bis 1964 wieder in Reihen Nacionals tätig (42 Spiele, 7 Tore) und dabei 1963 erneut die Meisterschaft gewinnend, ist 1966 als letzte Karrierestation der Club Atlético Defensor verzeichnet.
Ohne genaue zeitliche Einordnung wird zudem über eine Karrierestation Ambrois' in Venezuela bei Deportivo Galicia sowie in Kolumbien bei Cúcuta Deportivo berichtet.

### Nationalmannschaft
Der Mittelfeldspieler war Mitglied der uruguayischen Fußballnationalmannschaft, mit der er an der Fußball-Weltmeisterschaft 1954, sowie an der Copa América 1956 teilnahm. Bei der Weltmeisterschaft belegte Uruguay den dritten Platz, das letztgenannte Turnier konnte seine Mannschaft gar gewinnen. Es folgte ein Jahr später die Berufung in den Kader für die Copa América 1957. Dort erreichte Uruguay den dritten Platz. Ambrois erzielte dabei im Spiel gegen Ecuador am 7. März 1957 in Lima eine Rekordmarke, als er vier Tore in einer Begegnung schoss (zudem scheiterte er bei einem Elfmeter). Dieser Rekord wurde, nachdem er ihn selbst bereits im gleichen Turnier mit weiteren vier Treffern am 23. März 1957 in der Begegnung gegen Peru einstellte, erst am 11. November 2011 durch Luis Suárez egalisiert, als diesem im WM-Qualifikationsspiel gegen Chile die gleiche Anzahl an Toren gelang. Bei der Copa América 1957 teilte er sich mit dem Argentinier Humberto Maschio auch den Titel des Torschützenkönigs. Beide hatten jeweils neun Treffer auf der Habenseite verbuchen können. Insgesamt absolvierte Ambrois für sein Heimatland 31 Länderspiele im Zeitraum vom 23. März 1952 bis zum 14. Juli 1957, bei denen er 16 mal ins gegnerische Tor traf.

### Erfolge
- Sieger Copa América: 1956
- 6× Uruguayischer Meister: 1950, 1952, 1955, 1956, 1957, 1963
- Torschützenkönig der uruguayischen Primera Division: 1955
- Torschützenkönig der Copa América: 1957